# 波韦
波韦（英語：Poway），是美国加利福尼亚州圣迭戈县下属的一座城市。建市于1980年12月1日，面积大约为39.08平方英里（101.2平方公里）。根据2010年美国人口普查，该市有人口47,811人。